# Sony CDP-101

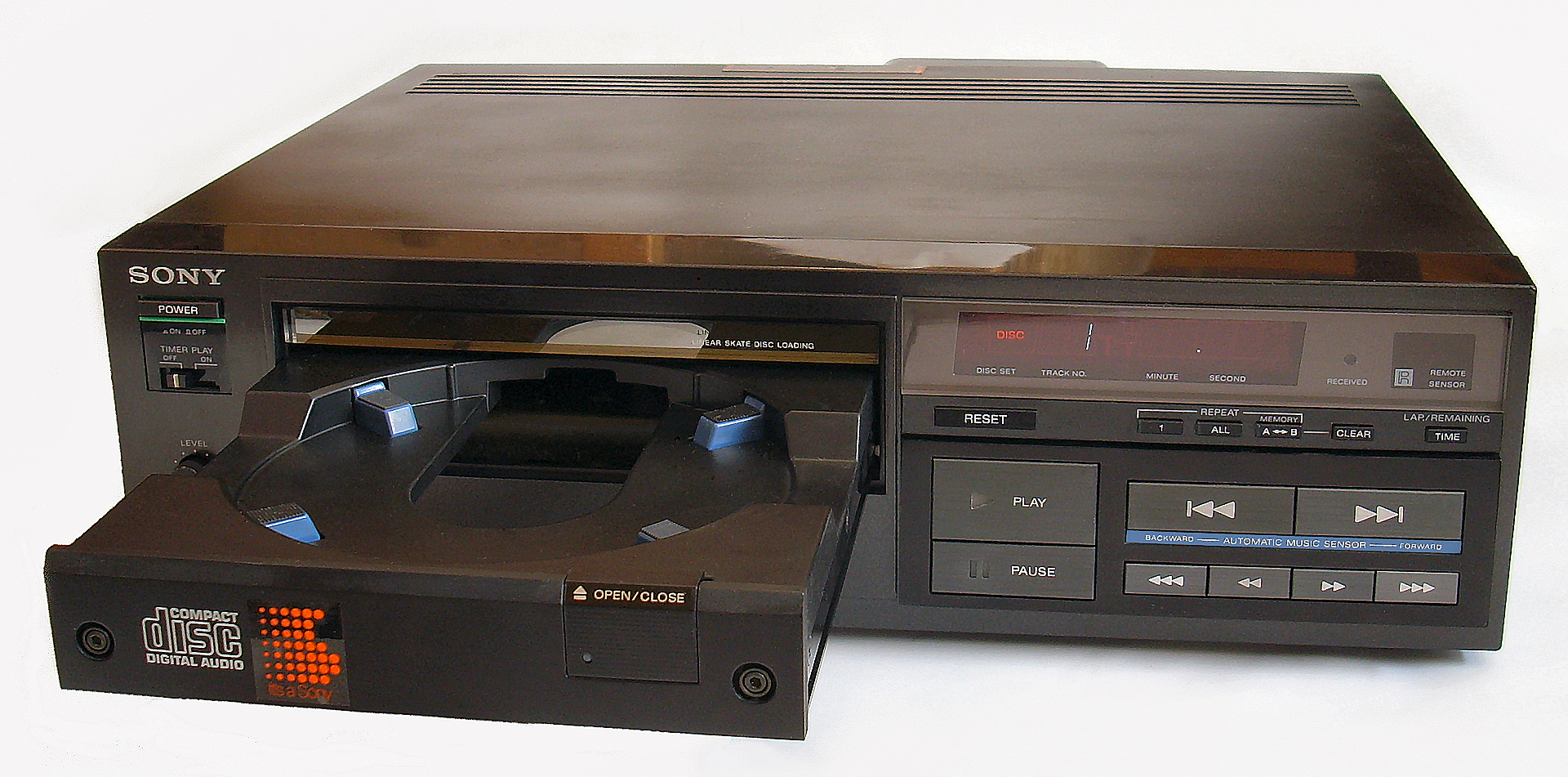
Sony CDP-101, der erste kommerziell erhältliche CD-Spieler (1982)

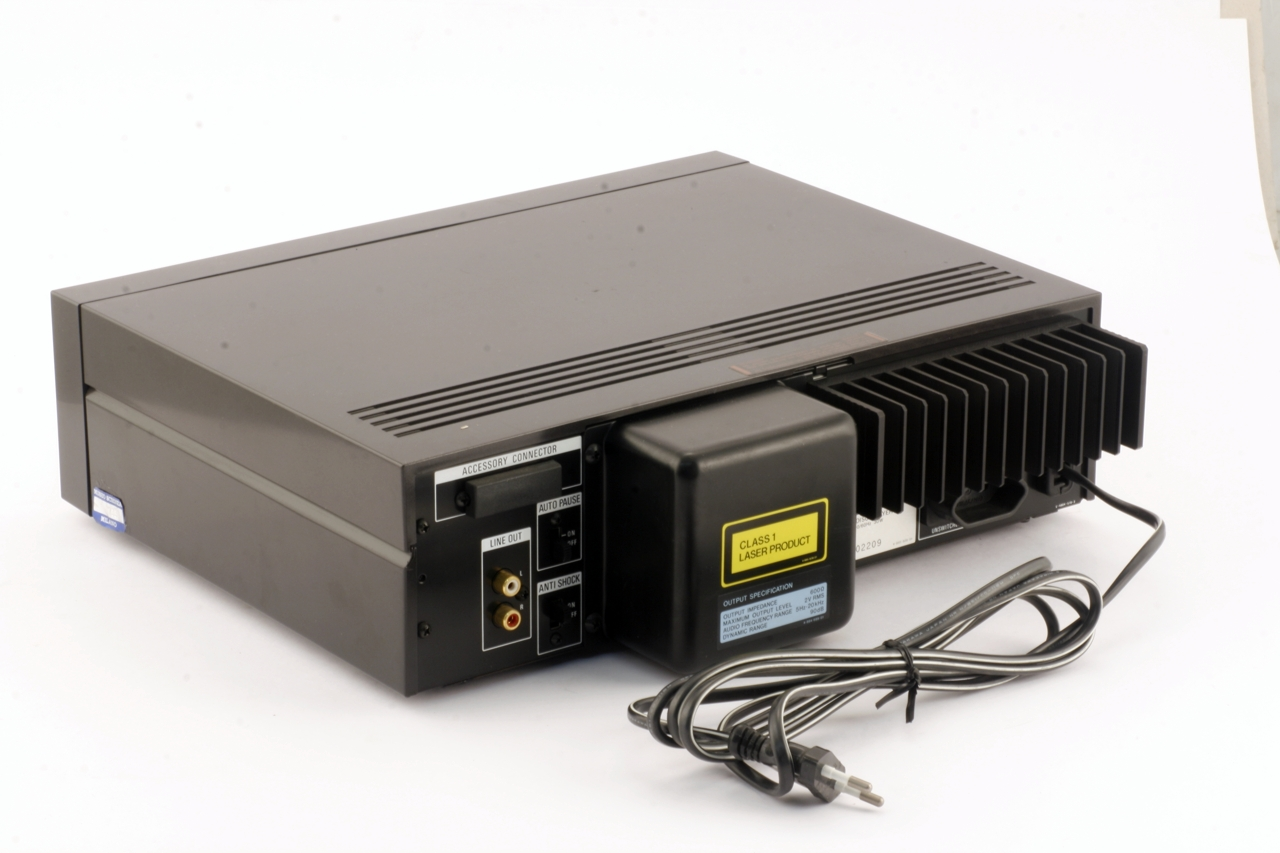
Rückseite des CDP-101

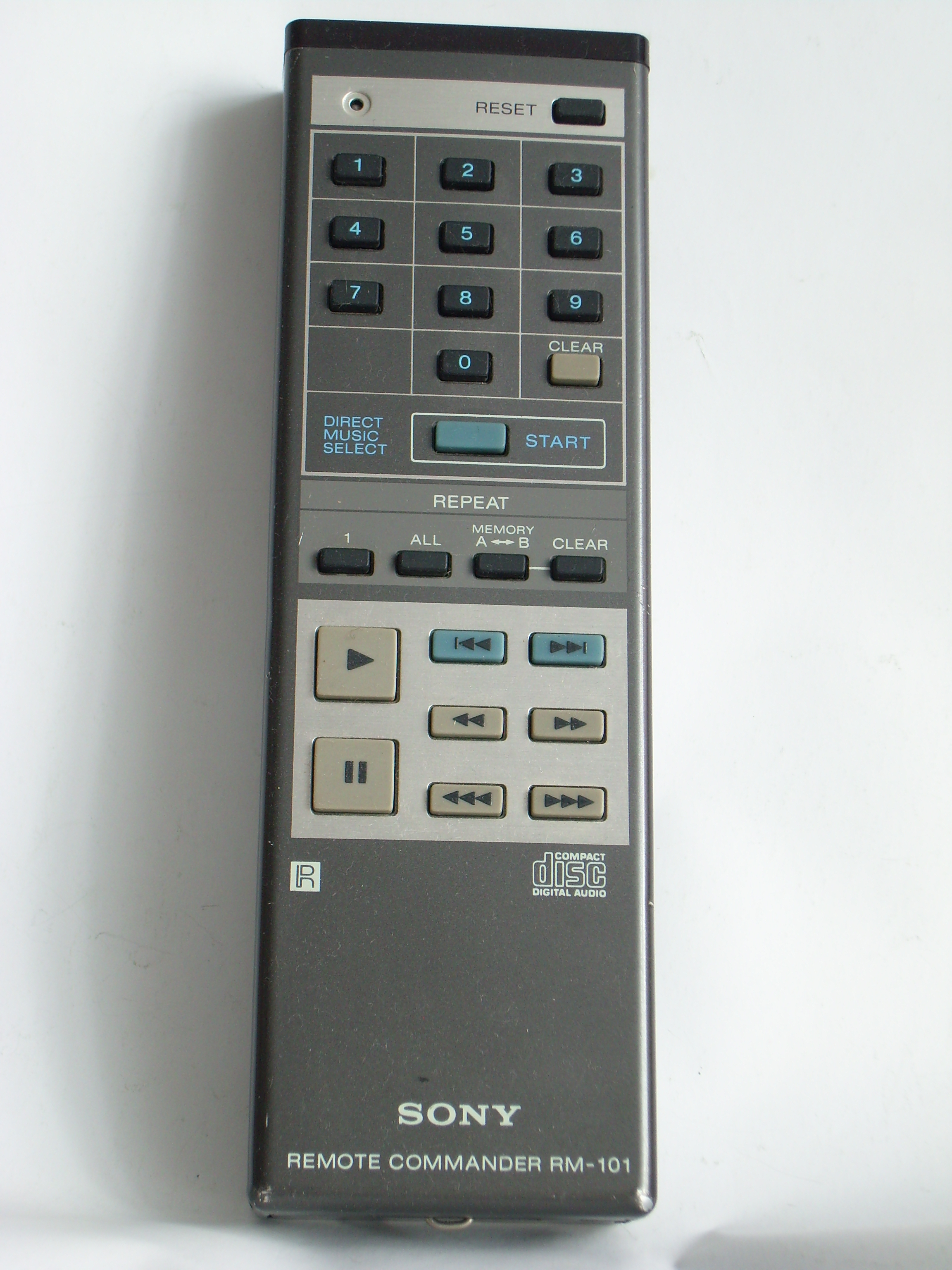
Fernbedienung des CDP-101

Der Sony CDP-101 war der erste kommerziell erhältliche CD-Spieler. Verkaufsstart in Japan war am 1. Oktober 1982 zu einem Listenpreis von 168.000 Yen (in etwa 2300 DM).
Der frühe Start in Japan war durch die Kooperation mit Philips bedingt, da beide zusammen die Compact Disc entwickelten. Philips war nicht in der Lage, einen präzisen Starttermin für den Verkauf seines Konkurrenzproduktes CD 100 festzulegen. So einigte man sich darauf, dass Sony seinen CDP-101 nur in Japan vor dem Philips CD 100 veröffentlichte. So fand dann für den CD 100 der weltweite Verkaufsstart ab November 1982 statt, und erst ab März 1983 war der CDP-101 zur Erfüllung der vertraglichen Vereinbarungen im Handel erhältlich. Der Produktionszeitraum des CDP-101 war von 1982 bis 1985.

## Design
Ursprünglich sollte man dem Erstentwurf zufolge die CD senkrecht in den Spieler einlegen und diese durch eine transparente Front sehen können. Stattdessen entschied man sich beim CDP-101 für das Tray-Ladesystem. Die Frontplatte des Gerätes wurde aus Kunststoff gefertigt. Der Deckel des Blechgehäuses ist z. T. mit Kunststoff überzogen. Die Schublade (Tray) ist aus Guss.
Auf der Vorderseite sieht man eine Fluoreszenzanzeige, auf der man die Titelnummer und die Spielzeit sieht und den Infrarot-Empfänger, um auch die Befehle über Fernbedienung empfangen zu können. Das einzige drehbare Bedienelement am Gerät ist der Lautstärkeregler für die Kopfhörer. Unter dem Lautstärkeregler kann man den Kopfhörer anschließen.
Zusätzlich enthält das Gerät an der Rückseite zwei Schalter; je einer für die Funktionen Auto-Pause und Anti-Shock. Daneben sind zwei Cinch-Buchsen für linken und rechten Audioausgang sowie eine 26-polige Stiftleiste als Zubehöranschluss. Auf der Rückseite befindet sich neben dem Kühlkörper der Netztrafo in einem extra Blechgehäuse.
Auf der zugehörigen Fernbedienung RM-01 haben die Tasten die gleichen Funktionen wie auf dem Hauptgerät; es gibt jedoch zusätzlich einen Nummernblock, über den man die Titelnummern direkt wählen kann.
Der Modelname CDP-101 wurde von Nobuyuki Idei ausgewählt, der auch Entwicklungsleiter war. 101 stellt die Zahl 5 im binären Zahlensystem dar; man wählte ihn auch aus, da das Gerät als „gewöhnliches Mittelklassemodel“ vermarktet werden sollte.

## Technik
Aufgrund der Kosten für die Herstellung von Digital-Analog-Umsetzern (DAU) zum Zeitpunkt der Produktion verfügt der CDP-101 nur über einen DAU, der abwechselnd für den linken und rechten Audiokanal zuständig ist. Es gibt auch keine Sample-and-Hold-Schaltung, um die entstehende Verzögerung auszugleichen, so dass der linke und rechte Kanal nicht synchron sind, sondern um etwa elf Mikrosekunden  zueinander verzögert sind.

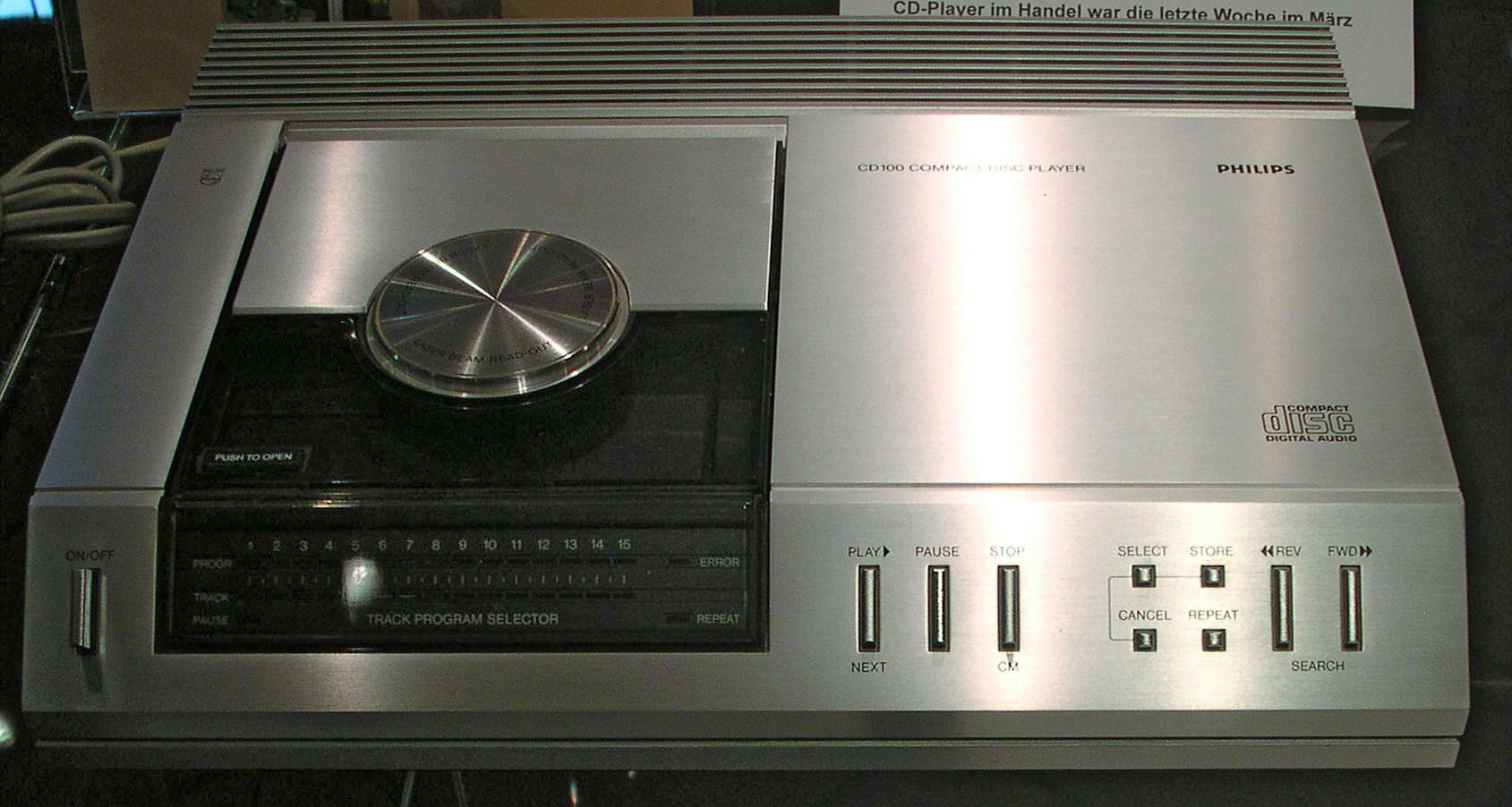
Philips CD 100

Im Gegensatz zum Philips CD 100, der Überabtastung verwendet, um den philipseigenen 14-bit-DAU nutzen zu können, kommt beim CDP-101 ein echter 16-bit-DAU zum Einsatz, der von Sony entwickelt und hergestellt wurde.

## Erfolg
Aufgrund des Verkaufserfolges produzierte Sony (wie einige andere Firmen auch) in den darauffolgenden Jahren mehrere CD-Spieler wie den CDP 102 und den CDP 195.